# Gomphurus ventricosus
Gomphurus ventricosus – gatunek ważki z rodziny gadziogłówkowatych (Gomphidae). Występuje na terenie Ameryki Północnej – we wschodniej połowie USA i południowej Kanadzie.